# Iuriivka, Țarîceanka
Iuriivka (în ucraineană Юр`ївка) este localitatea de reședință a comunei Iuriivka din raionul Țarîceanka, regiunea Dnipropetrovsk, Ucraina.

## Demografie
Componența lingvistică a localității Iuriivka
     Ucraineană (96,32%)
     Rusă (2,79%)
Conform recensământului din 2001, majoritatea populației localității Iuriivka era vorbitoare de ucraineană (96,32%), existând în minoritate și vorbitori de rusă (2,79%).